# Кинг, Бернард
Бернард Кинг (англ. Bernard King; родился 4 декабря 1956 года в Бруклине, Нью-Йорк, США) — американский профессиональный баскетболист. Член Зала славы баскетбола с 2013 года.

## Карьера в НБА
Кинг учился в колледже при Университете Теннесси и играл за студенческую баскетбольную команду Теннесси Волонтерс. «Нью-Йорк Нетс» выбрали Кинга под седьмым номером на драфте НБА 1977 года, а спустя несколько месяцев «Нетс» переехали из Юниондейла, штат Нью-Йорк, в Нью-Джерси и стали называться «Нью-Джерси Нетс». В сезоне 1984/85 годов он лидировал в НБА по количеству набранных очков, набирая 32,9 очка за игру. Он дважды входил в состав первой пятёрки Сборной всех звёзд НБА и четыре раза участвовал в Матче всех звёзд НБА.
В своем сезоне новичка, сезоне 1977/78, Кинг набрал 1 909 очков за сезон (24,2 очка за игру). В сезоне 1983/84 он набрал 2 027 очков и впервые был включен в Сборную всех звёзд НБА.
В сезоне 1979/80 Кинг играл за команду «Юта Джаз» и набирал в среднем 9,3 очков за игру в 19 матчах. Перед сезоном 1980/81 «Джаз» обменяла Кинга в команду «Голден Стэйт Уорриорз». Перед самым началом сезона 1982/83 Кинга обменяли в «Нью-Йорк Никс» на Майкла Рэйя Ричардсона.
Кинг стал первым игроком со времен Рика Бэрри в 1967 году, набравшим не менее 50 очков в нескольких играх подряд. 31 января 1984 года в победном матче «Никс» над «Сан-Антонио Сперс» (117—113) он набрал 50 очков, реализовав 20 бросков из 30 и 10 штрафных. Кинг набрал еще 50 очков в игре с «Даллас Маверикс». Он набрал 11 очков в первой и второй четвертях и 14 очков в третьей и четвертой четвертях. В победной матче с «Маверикс» (105-98) Кинг реализовал 20 из 28 бросков с игры и 10 штрафных.
В следующем сезоне, на Рождество 1984 года, Кинг набрал 60 очков в проигрышном матче с «Нью-Джерси Нетс», став десятым игроком в истории НБА, набравшим 60 и более очков в одной игре. Кинг набрал 40 очков к перерыву.
Однако на пике своей карьеры Кинг получил серьезную травму правой ноги, когда подставил ее под кольцо, пытаясь блокировать данк игрока «Канзас-Сити Кингз» Реджи Теуса. Травма, полученная 23 марта 1985 года, включавшая разрыв передней крестообразной связки, разрыв коленного хряща и перелом кости ноги, потребовала серьезной реконструкции, из-за чего Кинг пропустил весь сезон 1985/86. До этого момента ни один игрок НБА не возвращался в форму после такой потенциально опасной для карьеры травмы, операции и длительного отсутствия.
Кинг смог вернуться в команду, пройдя реабилитацию. Несмотря на то, что в течение первых шести игр он набирал в среднем 22,7 очка за игру, он так и не смог вернуть свою взрывную силу, которая была до травмы, и в конце сезона 1987 года был уволен из «Никс».
Кинг провел сезон 1987/88 годов в команде «Вашингтон Буллетс». Этот сезон, в котором Кинг, Мозес Мэлоун и Джефф Мэлоун объединились в грозное трио, стал единственным, когда «Вашингтон» вышли в плей-офф за время пребывания Кинга в команде. «Буллетс» проиграли в упорной пятиматчевой серии, со счетом 3-2, набирающему обороты «Детройт Пистонс», который вышел в финал НБА.

## Карточка игрока
Играл на позиции лёгкого форварда. Учился в Университете Теннесси, в 1977 году был выбран на драфте НБА под седьмым номером командой «Нью-Йорк Нетс» (через месяц после драфта команда переехала в Нью-Джерси). Позже выступал за команды «Юта Джаз», «Голден Стэйт Уорриорз», «Нью-Йорк Никс», «Вашингтон Буллитс», вновь за «Нью-Джерси Нетс». Всего в НБА провёл 14 сезонов. Кинг был лидером регулярного сезона 1984/1985 по количеству очков, набираемых в среднем за игру — 32,9. Четыре раза принимал участие в матче всех звёзд НБА, четыре раза включался в сборную всех звёзд НБА (в 1984 и 1985 — в первую, в 1982 — во вторую, в 1991 — в третью). Всего за карьеру сыграл 874 игры, в которых набрал 19 655 очков (в среднем 22,5 за игру), сделал 5060 подборов, 2863 передачи, 866 перехватов и 230 блок-шотов. 8 сентября 2013 года был избран в Зал славы баскетбола.

## Статистика

### Статистика в НБА
| Сезон                                                                                    | Команда      | Регулярный сезон | Регулярный сезон | Регулярный сезон | Регулярный сезон | Регулярный сезон | Регулярный сезон | Регулярный сезон | Регулярный сезон | Регулярный сезон | Регулярный сезон | Регулярный сезон | Серия плей-офф | Серия плей-офф | Серия плей-офф | Серия плей-офф | Серия плей-офф | Серия плей-офф | Серия плей-офф | Серия плей-офф | Серия плей-офф | Серия плей-офф | Серия плей-офф |
| Сезон                                                                                    | Команда      | GP               | GS               | MPG              | FG%              | 3P%              | FT%              | RPG              | APG              | SPG              | BPG              | PPG              | GP             | GS             | MPG            | FG%            | 3P%            | FT%            | RPG            | APG            | SPG            | BPG            | PPG            |
| ---------------------------------------------------------------------------------------- | ------------ | ---------------- | ---------------- | ---------------- | ---------------- | ---------------- | ---------------- | ---------------- | ---------------- | ---------------- | ---------------- | ---------------- | -------------- | -------------- | -------------- | -------------- | -------------- | -------------- | -------------- | -------------- | -------------- | -------------- | -------------- |
| 1977/78                                                                                  | Нью-Джерси   | 79               |                  | 39,1             | 47,9             |                  | 67,7             | 9,5              | 2,4              | 1,5              | 0,5              | 24,2             | Не участвовал  | Не участвовал  | Не участвовал  | Не участвовал  | Не участвовал  | Не участвовал  | Не участвовал  | Не участвовал  | Не участвовал  | Не участвовал  | Не участвовал  |
| 1978/79                                                                                  | Нью-Джерси   | 82               |                  | 34,9             | 52,2             |                  | 56,4             | 8,2              | 3,6              | 1,4              | 0,5              | 21,6             | 2              |                | 40,5           | 50,0           |                | 41,7           | 5,5            | 3,5            | 2,0            | 0,0            | 26,0           |
| 1979/80                                                                                  | Юта          | 19               |                  | 22,1             | 51,8             | -                | 54,0             | 4,6              | 2,7              | 0,4              | 0,2              | 9,3              | Не участвовал  | Не участвовал  | Не участвовал  | Не участвовал  | Не участвовал  | Не участвовал  | Не участвовал  | Не участвовал  | Не участвовал  | Не участвовал  | Не участвовал  |
| 1980/81                                                                                  | Голден Стэйт | 81               |                  | 36,0             | 58,8             | 33,3             | 70,3             | 6,8              | 3,5              | 0,9              | 0,4              | 21,9             | Не участвовал  | Не участвовал  | Не участвовал  | Не участвовал  | Не участвовал  | Не участвовал  | Не участвовал  | Не участвовал  | Не участвовал  | Не участвовал  | Не участвовал  |
| 1981/82                                                                                  | Голден Стэйт | 79               | 77               | 36,2             | 56,6             | 20,0             | 70,5             | 5,9              | 3,6              | 1,0              | 0,3              | 23,2             | Не участвовал  | Не участвовал  | Не участвовал  | Не участвовал  | Не участвовал  | Не участвовал  | Не участвовал  | Не участвовал  | Не участвовал  | Не участвовал  | Не участвовал  |
| 1982/83                                                                                  | Нью-Йорк     | 68               | 68               | 32,5             | 52,8             | 0,0              | 72,2             | 4,8              | 2,9              | 1,3              | 0,2              | 21,9             | 6              | 0              | 30,7           | 57,7           | 33,3           | 80,0           | 4,0            | 2,2            | 0,3            | 0,0            | 23,5           |
| 1983/84                                                                                  | Нью-Йорк     | 77               | 76               | 34,6             | 57,2             | 0,0              | 77,9             | 5,1              | 2,1              | 1,0              | 0,2              | 26,3             | 12             | 0              | 39,8           | 57,4           | 0,0            | 75,6           | 6,2            | 3,0            | 1,2            | 0,5            | 34,8           |
| 1984/85                                                                                  | Нью-Йорк     | 55               | 55               | 37,5             | 53,0             | 10,0             | 77,2             | 5,8              | 3,7              | 1,3              | 0,3              | 32,9             | Не участвовал  | Не участвовал  | Не участвовал  | Не участвовал  | Не участвовал  | Не участвовал  | Не участвовал  | Не участвовал  | Не участвовал  | Не участвовал  | Не участвовал  |
| 1986/87                                                                                  | Нью-Йорк     | 6                | 4                | 35,7             | 49,5             | -                | 74,4             | 5,3              | 3,2              | 0,3              | 0,0              | 22,7             | Не участвовал  | Не участвовал  | Не участвовал  | Не участвовал  | Не участвовал  | Не участвовал  | Не участвовал  | Не участвовал  | Не участвовал  | Не участвовал  | Не участвовал  |
| 1987/88                                                                                  | Вашингтон    | 69               | 38               | 29,6             | 50,1             | 16,7             | 76,2             | 4,1              | 2,8              | 0,7              | 0,1              | 17,2             | 5              | 4              | 33,6           | 49,1           | -              | 81,0           | 2,2            | 1,8            | 0,6            | 0,0            | 13,8           |
| 1988/89                                                                                  | Вашингтон    | 81               | 81               | 31,6             | 47,7             | 16,7             | 81,9             | 4,7              | 3,6              | 0,8              | 0,2              | 20,7             | Не участвовал  | Не участвовал  | Не участвовал  | Не участвовал  | Не участвовал  | Не участвовал  | Не участвовал  | Не участвовал  | Не участвовал  | Не участвовал  | Не участвовал  |
| 1989/90                                                                                  | Вашингтон    | 82               | 82               | 32,7             | 48,7             | 13,0             | 80,3             | 4,9              | 4,6              | 0,6              | 0,1              | 22,4             | Не участвовал  | Не участвовал  | Не участвовал  | Не участвовал  | Не участвовал  | Не участвовал  | Не участвовал  | Не участвовал  | Не участвовал  | Не участвовал  | Не участвовал  |
| 1990/91                                                                                  | Вашингтон    | 64               | 64               | 37,5             | 47,2             | 21,6             | 79,0             | 5,0              | 4,6              | 0,9              | 0,3              | 28,4             | Не участвовал  | Не участвовал  | Не участвовал  | Не участвовал  | Не участвовал  | Не участвовал  | Не участвовал  | Не участвовал  | Не участвовал  | Не участвовал  | Не участвовал  |
| 1992/93                                                                                  | Нью-Джерси   | 32               | 2                | 13,4             | 51,4             | 28,6             | 68,4             | 2,4              | 0,6              | 0,3              | 0,1              | 7,0              | 3              | 1              | 8,0            | 57,1           | -              | -              | 0,3            | 0,0            | 0,3            | 0,0            | 2,7            |
|                                                                                          | Всего        | 874              | 547              | 33,7             | 51,8             | 17,2             | 73,0             | 5,8              | 3,3              | 1,0              | 0,3              | 22,5             | 28             | 5              | 33,4           | 55,9           | 25,0           | 72,9           | 4,3            | 2,3            | 0,9            | 0,2            | 24,5           |
| Наведите курсор мыши на аббревиатуры в заголовке таблицы, чтобы прочесть их расшифровку. |              |                  |                  |                  |                  |                  |                  |                  |                  |                  |                  |                  |                |                |                |                |                |                |                |                |                |                |                |